# Diloxia
Diloxia is een geslacht van vlinders van de familie snuitmotten (Pyralidae), uit de onderfamilie Pyralinae.

## Soorten
- D. belohalis Marion & Viette, 1956
- D. euteles West, 1931
- D. fimbriata Hampson, 1896
- D. isocypha Meyrick, 1938